# The Mission (banda sonora)
The Mission és la banda sonora de la pel·lícula del mateix títol (dirigida l'any 1986 per Roland Joffé), composta, orquestrada, dirigida i produïda per Ennio Morricone. El treball combina cants corals litúrgics, percussió de nadius americans, i guitarres d'influència espanyola, uns elements que sovint apareixen en un mateix tema en un intent de l'artista per capturar les diverses cultures que apareixen a la pel·lícula. El tema principal, "Falls" (Cascades), és una de les peces més memorables de Morricone, i ha estat utilitzat en nombrosos anuncis des de la seva publicació. La cançó italiana "Nella Fantasia" ("En La meva Fantasia") es basa en el tema "Gabriel's Oboe" (L'oboè d'en Gabriel) i ha estat enregistrat per artistes com Sarah Brightman, Amici Per sempre, Il Divo, Russell Watson, Hayley Westenra, Jackie Evancho, Dulce Pontes i Yasuto Tanaka.
L'any 1986, la banda sonora fou nominada per un Premi de l'Acadèmia, i va guanyar el Globus d'Or a la millor banda sonora original i el premi BAFTA a la millor música. A més, va ser seleccionada com la 23a millor banda sonora al 100 Years of Film Scores (100 anys de bandes sonores) de l'American Film Institute. La música de The Mission també es va utilitzar durant els Jocs Olímpics d'Hivern de l'any 2002, celebrats a Salt Lake City (Utah).

## Llista de cançons
Totes les cançons són obra d'Ennio Morricone.
1. "On Earth As It Is In Heaven" – 3:50
2. "Falls" – 1:55
3. "Gabriel's Oboe" – 2:14
4. "Ave Maria Guarani" – 2:51
5. "Brothers" – 1:32
6. "Carlotta" – 1:21
7. "Vita Nostra" – 1:54
8. "Climb" – 1:37
9. "Remorse" – 2:46
10. "Penance" – 4:03
11. "The Mission" – 2:49
12. "River" – 1:59
13. "Gabriel's Oboe" – 2:40
14. "Te Deum Guarani" – 0:48
15. "Refusal" – 3:30
16. "Asuncion" – 1:27
17. "Alone" – 4:25
18. "Guarani" – 3:56
19. "The Sword" – 2:00
20. "Miserere" – 1:00

## Participants
- Ennio Morricone: Director, arranjaments
- David Bedford: Director
- London Philharmonic Orquestra
- Joan Whiting: Oboè
- Cor de Barnet Schools

## Controvèrsia sobre l'Oscar a la millor banda sonora
L'Oscar a la millor banda sonora de 1986 fou concedit a Round Midnight, un fet que ha estat considerat com una de les controvèrsies més sonades en aquesta categoria, car entre els finalistes hi havia James Horner (per Aliens), Jerry Goldsmith (per Hoosiers) i Ennio Morricone per The Mission. Christian Clemmensen va publicar una crítica sobre Hoosiers on manifestà que la concessió de l'Oscar a la millor banda sonora de 1986 a Herbie Hancock per Round Midnight és una de les injustícies més grans que han viscut els nominats a aquesta categoria. Ennio Morricone i James Horner mereixien el premi d'aquell any, per bé que Hoosiers destacava especialment per l'impacte que la banda sonora tenia en el desenvolupament del film. Morricone, que no fou reconegut amb un Oscar a la millor banda sonora fins a l'any 2016, va declarar en una entrevista que sens dubte sentia que hauria d'haver guanyat el premi aquell any, remarcant que Round Midnight no era, de fet, una banda sonora original, sinó uns arranjaments molt bons de Herbie Hancock d'unes composicions que ja existien i que no es podien comparar amb el treball fet a The Mission. En aquest sentit, Morricone va declarar haver sentit que hi havia hagut un robatori.